# Organizzazione Todt
L'Organizzazione Todt (OT, in tedesco Organisation Todt) fu un ente di costruzioni che operò dapprima nella Germania nazista, e poi in tutti i paesi occupati dalla Wehrmacht.
Creata da Fritz Todt, Reichsminister für Bewaffnung und Munition (Ministro degli Armamenti e degli Approvvigionamenti), l'organizzazione operò in stretta sinergia con gli alti comandi militari durante tutta la seconda guerra mondiale, arrivando ad impiegare il lavoro coatto di più di 1.500.000 uomini e ragazzi.

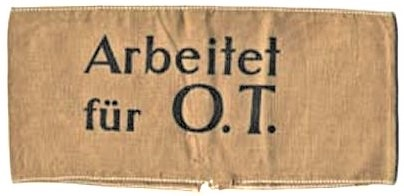
Fascia da braccio di un lavoratore per la OT.

## Storia
La storia dell'organizzazione può essere suddivisa in tre periodi. Dal 1933 al 1938, prima dell'esistenza dell'organizzazione stessa, la carica principale di Fritz Todt fu quella di Ispettore generale delle strade tedesche (in tedesco: Generalinspektor für das deutsche Straßenwesen) con la responsabilità principale nella realizzazione della rete autostradale. Poté usufruire della manodopera "arruolata" (cioè obbligatoria), proveniente dall'interno della Germania attraverso il Servizio del Lavoro del Reich (Reichsarbeitsdienst, RAD).
Il secondo periodo iniziò nel 1938, quando fu creato il gruppo vero e proprio fino al febbraio 1942, quando Fritz Todt morì in un incidente aereo. Dopo l'invasione della Polonia, nel 1940 Todt fu nominato Ministro degli Armamenti e delle Munizioni (Reichsminister für Bewaffnung und Munition) e i progetti dell'OT divennero quasi esclusivamente per scopi militari. L'enorme aumento della domanda di manodopera creato dai vari progetti militari e paramilitari fu soddisfatto da una serie di ampliamenti delle leggi sul servizio obbligatorio, che alla fine obbligarono tutti i tedeschi al lavoro obbligatorio per lo Stato determinato in maniera arbitraria (cioè, di fatto, illimitato): dal 1938 al 1940, più di 1,75 milioni di tedeschi furono arruolati nel servizio di leva. Dal 1940 al 1942, l'Organizzazione Todt iniziò a fare affidamento su Gastarbeitnehmer ("lavoratori ospiti"), Militärinternierte ("internati militari"), Zivilarbeiter ("lavoratori civili"), Ostarbeiter ("lavoratori dell'Est") e Hilfswillige (lavoratori prigionieri di guerra "volontari").
Il terzo periodo durò dal 1942 fino alla fine della guerra nel 1945, quando Albert Speer succedette a Todt e l'OT fu assorbito nel Ministero degli Armamenti e della Produzione Bellica del Reich. Circa 1,4 milioni di lavoratori erano al servizio dell'organizzazione: l'1% era costituito da tedeschi esclusi dal servizio militare e un altro 1,5% dai prigionieri dei campi di concentramento; i restanti erano prigionieri di guerra e lavoratori forzati provenienti dai Paesi occupati. Tutti furono effettivamente trattati come schiavi, al completo e arbitrario servizio dello Stato totalitario, motivo per cui in molti non sopravvissero al lavoro o alla guerra.

## Attività
Il principale ruolo dell'impresa erano le grandi opere di difesa, con l'impiego di manodopera coatta per la costruzione di strade, ponti e altre opere di comunicazione, vitali per le armate tedesche e per le linee di approvvigionamento, così come della costruzione di opere difensive: la Linea Sigfrido, il Vallo Atlantico e la Linea Gustav e la Linea Gotica in Italia, sono alcuni significativi esempi delle opere realizzate dall'Organizzazione.

Uffici e personale dell'organizzazione Todt a Cremona, in Italia.

A fronte di un esiguo numero di ingegneri e tecnici specializzati, gran parte del "lavoro pesante" era realizzato da un'enorme massa di operai (più di 1.500.000 nel 1944), molti dei quali prigionieri di guerra, detenuti nei lager.
Nel 1942, dopo la morte di Todt in un incidente aereo, avvenuta l'8 febbraio, il gruppo fu sottratto al controllo militare e venne sottoposto a quello del governo centrale, sotto il controllo di Albert Speer e affidato al capo operativo dell'organizzazione Franz Xaver Dorsch.

### Costruzione dell'Autobahn, 1933-1938

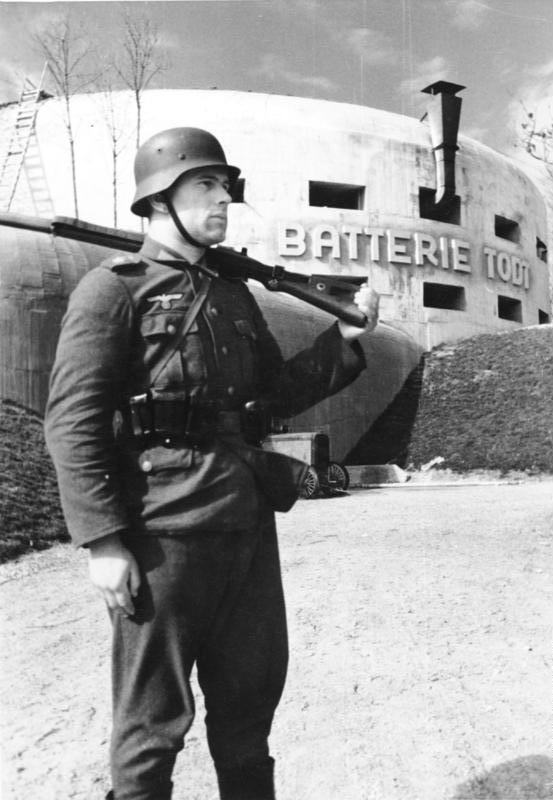
Soldato tedesco davanti al Vallo Atlantico costruito dall'OT a Cap Gris Nez, Francia.

Il progetto dell'Autobahn ebbe origine dagli sforzi di un consorzio privato, l'HaFraBa (in tedesco: Verein zur Vorbereitung der Autostraße Hansestädte-Frankfurt-Basel), avviato nel 1926 allo scopo di costruire un'autostrada tra la Germania settentrionale e Basilea, in Svizzera. Sebbene l'idea non sia nata dai nazisti, Adolf Hitler emanò un decreto il 27 giugno 1933 che istituiva il progetto di Reichsautobahnen per un'intera rete di autostrade e prevedeva un progetto pubblico molto più ambizioso, la cui responsabilità fu affidata a Fritz Todt, appena nominato Ispettore generale delle strade tedesche.
Nel 1934, Todt riuscì a elevare la sua carica al rango quasi di gabinetto. Todt era un amministratore estremamente capace e nel 1938 l'organizzazione aveva costruito più di 3.000 km di strade. Il progetto dell'Autobahn divenne uno dei punti cardine del regime nazista. In quel periodo, Todt aveva anche affinato il quadro amministrativo di quella che sarebbe diventata l'Organizzazione Todt.
Inizialmente, il progetto si affidò al mercato del lavoro per la manodopera. In quel periodo la Germania si stava ancora riprendendo dagli effetti della Grande Depressione e la manodopera disponibile non mancava. Man mano che l'economia si riprendeva e l'offerta di manodopera diventava un problema più serio, l'OT poté attingere a lavoratori di leva (cioè obbligatori), provenienti dall'interno della Germania attraverso il Servizio del Lavoro del Reich (RAD) a partire dal 1935. Secondo la legge del 26 giugno 1935, tutti i tedeschi maschi di età compresa tra i 18 e i 25 anni dovevano prestare sei mesi di servizio statale. Durante questo periodo, il lavoro era compensato, a un tasso leggermente superiore a quello dell'assistenza per la disoccupazione. Le condizioni di lavoro della forza lavoro sarebbero cambiate drasticamente in peggio nel corso dei dieci anni successivi.

### Organizzazione "Todt", 1938-1942

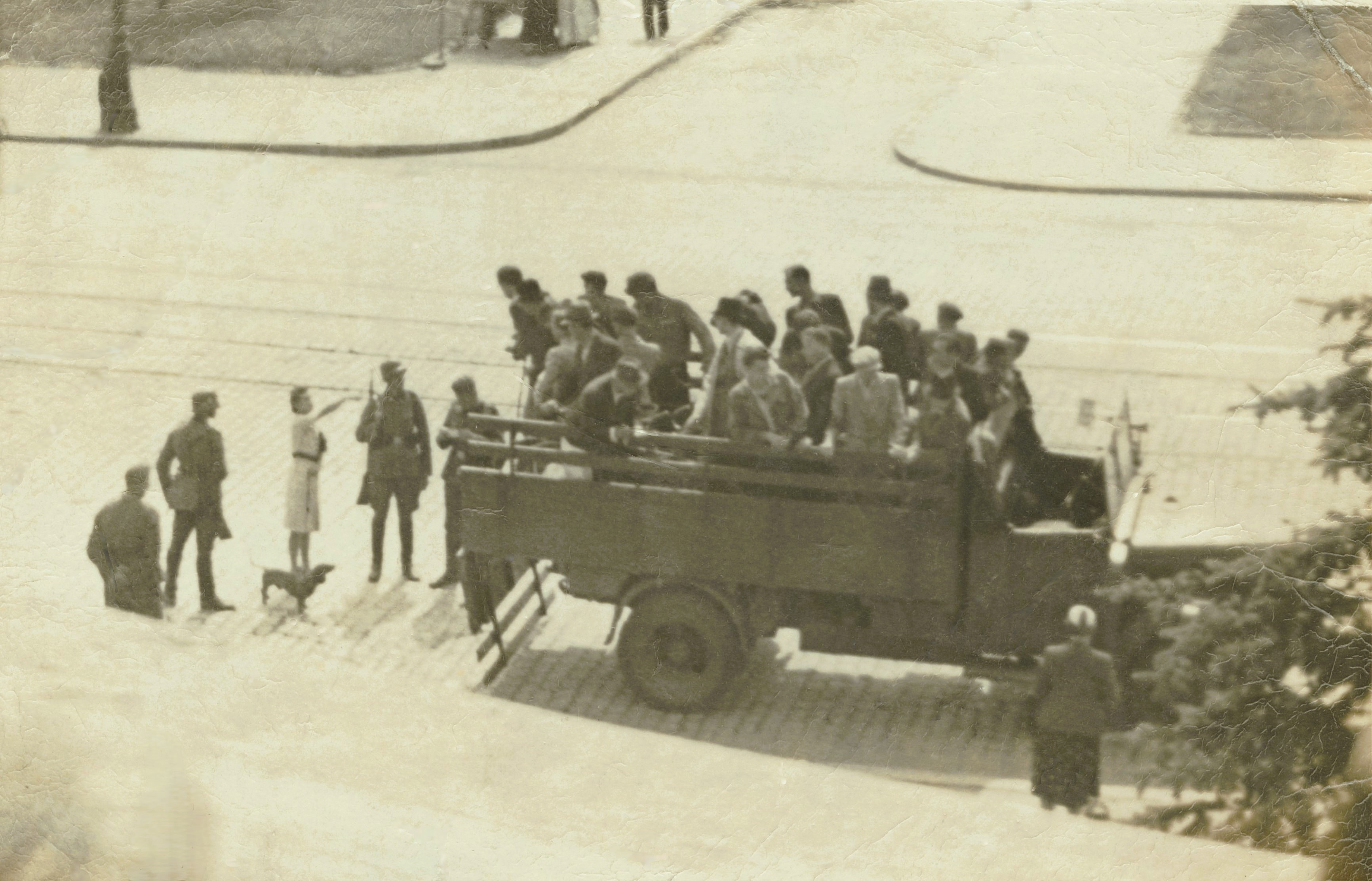
Rastrellamento per strada di civili casuali da deportare in Germania per il lavoro forzato; quartiere Żoliborz di Varsavia, 1941.

L'OT non ebbe un nome ufficiale fino a quando Hitler non gliene assegnò uno subito dopo la sua ascesa al potere nel 1933. Nel 1938 Todt diede vita così all'Organizzazione Todt vera e propria, un consorzio tra gli uffici amministrativi che lo stesso Todt aveva creato nel corso del progetto Autobahn, le imprese private come subappaltatori e fonte primaria di competenze tecniche ingegneristiche, e il Servizio del Lavoro come fonte di manodopera. Egli fu nominato da Hitler plenipotenziario per il lavoro per il secondo piano quadriennale, riducendo così il ruolo di Göring.
Gli investimenti in opere di ingegneria civile si ridussero notevolmente. Tra il 1939 e il 1943, a differenza del periodo precedente dal 1933 al 1938, furono aggiunti meno di 1.000 km di strade alla rete autostradale. L'enfasi fu spostata sugli sforzi militari, il primo grande progetto fu la Linea Sigfrido, costruita di fronte alla Linea Maginot francese a scopo di difesa.
Todt stesso fu nominato Ministro degli Armamenti e delle Munizioni del Reich nel 1940. Nel 1941 Todt e la sua organizzazione furono ulteriormente incaricati di un progetto ancora più grande, la costruzione del Vallo Atlantico, da realizzare sulle coste della Francia occupata, dei Paesi Bassi occupati, del Belgio occupato, della Danimarca occupata e della Norvegia occupata. Questo progetto comprendeva anche la fortificazione delle Isole del Canale, occupate dalla Germania nazista dal 30 giugno 1940 al 9 maggio 1945. Gli unici campi in territorio britannico gestiti dall'OT si trovavano nelle Isole del Canale; due di questi campi OT furono affidati alle SS a partire dal marzo 1943, convertendoli nei campi di concentramento di Alderney.
Fritz Todt morì in un incidente aereo l'8 febbraio 1942, subito dopo un incontro con Hitler in Prussia orientale. Todt si era convinto che la guerra sul fronte orientale non poteva essere vinta e si riteneva abbastanza indipendente da dirlo a Hitler, per questo si è ipotizzato che la morte di Todt sia stata un assassinio segreto, ma ciò non è mai stato provato.

### Albert Speer, 1942-1945

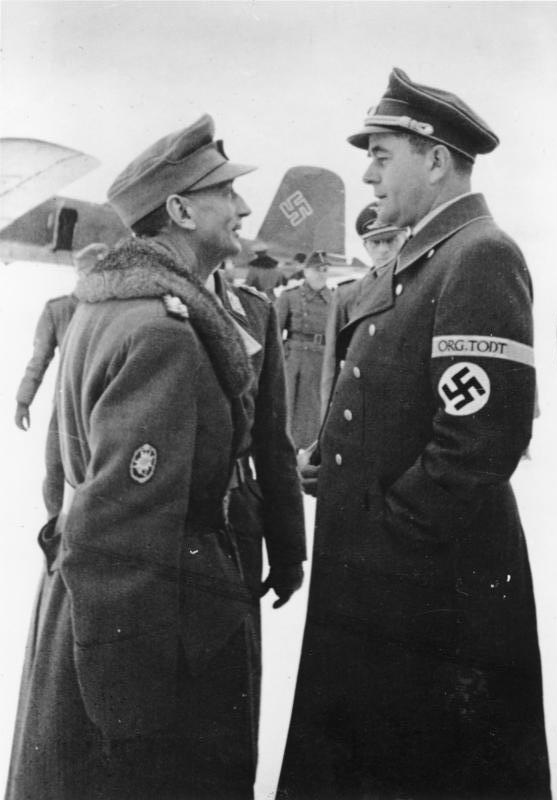
Eduard Dietl e Albert Speer, all'aeroporto di Rovaniemi, Finlandia, dicembre 1943.

A Todt successe Albert Speer come Ministro degli Armamenti e delle Munizioni e, di fatto, direttore dell'Organizzazione Todt. Nonostante la morte di Todt, l'OT continuò a esistere come organizzazione ingegneristica e ricevette altri incarichi. All'inizio del 1943, oltre a continuare il lavoro sul Vallo Atlantico, l'organizzazione intraprese anche la costruzione delle piattaforme di lancio nel nord della Francia per la bomba V-1 e per il missile V-2. Durante l'estate di quell'anno, gli sforzi bellici tedeschi divennero sempre più difensivi e l'organizzazione fu incaricata di costruire i rifugi antiaerei, riparare gli edifici bombardati nelle aree urbane tedesche e costruire raffinerie e fabbriche di armamenti sotterranee, denominate anche Projekt Riese.
Nel 1943, l'organizzazione fu incorporata amministrativamente nel Ministero degli Armamenti e della Produzione bellica di Albert Speer. Le preoccupazioni di Speer, nel contesto di una Germania sempre più disperata, in cui tutta la produzione era stata gravemente colpita dalla carenza di materiali e manodopera e dai bombardamenti alleati, riguardavano quasi tutta l'economia tedesca in tempo di guerra. Speer riuscì a incrementare la produzione in modo significativo, a costo di un ricorso molto maggiore alla manodopera obbligatoria.

### In Italia
A partire dall’autunno del 1943 la sua funzione in Italia si ampliò alla costruzione delle fortificazioni e, in generale, a tutto ciò che era necessario per la Wehrmacht (ponti, strade, campi di volo).
In Italia la Todt era organizzata dalle Einsatzgruppen Italien, comandate dal generale Fischer. Il numero complessivo, a fine estate del 1944, era di 175.471 lavoratori.

## Appaltatori OT
L'OT era uno sforzo cooperativo del governo tedesco e dell'industria edile tedesca: il primo forniva la manodopera e il materiale, la seconda forniva il know-how tecnico sotto forma di singoli appaltatori (imprese OT) con il loro personale e le loro attrezzature. Fino al 1942 circa, le imprese di costruzione dominavano l'OT, ma dopo che Speer ne divenne direttore, il controllo del governo sull'organizzazione aumentò attraverso dei contratti standardizzati e dei salari uniformi. I contratti volontari con l'OT furono in seguito incrementati con contratti obbligatori, obbligando le imprese di costruzione a lavorare per l'OT. L'impresa di costruzione appaltata divenne un'unità autonoma all'interno dell'OT, composta da personale tecnico e amministrativo con le competenze e le attrezzature necessarie per eseguire i compiti di costruzione assegnati. Le aziende più piccole sono state quindi riunite per formare una Arbeitsgemeinschaft. L'organizzazione degli appaltatori dell'OT fu standardizzata attraverso le istruzioni emanate dal Wirtschaftsgruppe Bauindustrie, l'associazione tedesca dell'industria edile. Tra gli appaltatori OT c'erano anche le imprese edili dell'Europa occupata: francesi, danesi e norvegesi stipularono contratti con imprese tedesche come subappaltatori per progetti edilizi OT.
Esistevano diversi tipi di contratti tra OT e appaltatori OT. I più importanti erano:
- Contratto di rimborso dei costi, in cui il materiale e la manodopera erano forniti dall'impresa. Permetteva una commissione del 4,5% come profitto dell'appaltatore.
- Contratti di rendimento, in cui il materiale e la manodopera erano forniti da OT. Il profitto era calcolato sulla base dei salari pagati al personale dell'appaltatore. Questo fu il tipo di contratto dominante dalla fine del 1942.[12]

## Insegne

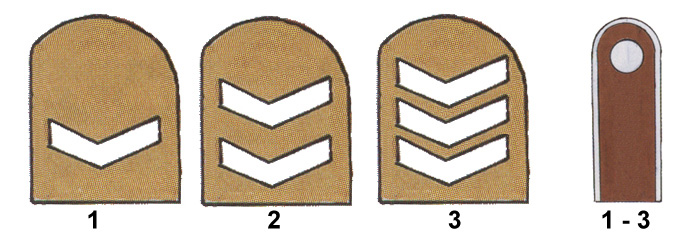
- Vorarbeiter- Meister- Obermeister

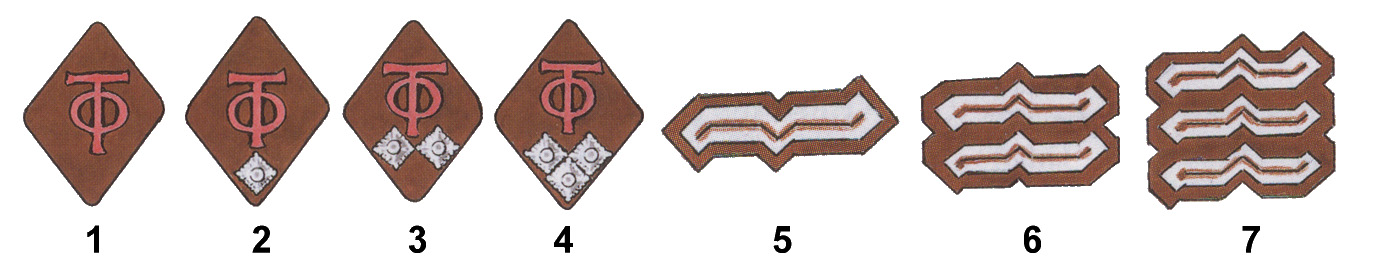
- Mannschaften- Truppführer- Obertruppführer- Haupttruppführer- Frontführer/Bauführer- Oberfrontführer/Oberbauführer- Hauptfrontführer/Hauptbauführer

1. Vorarbeiter
2. Meister
3. Obermeister

Mostrine al colletto (usate prima del 1943)
1. Mannschaften
2. Truppführer
3. Obertruppführer
4. Haupttruppführer
5. Frontführer/Bauführer
6. Oberfrontführer/Oberbauführer
7. Hauptfrontführer/Hauptbauführer

## Responsabili
- Reichsminister für Bewaffnung und Munition Fritz Todt (1938-1942)
- Reichsminister für Bewaffnung und Munition Albert Speer (1942-1945)

## Struttura del personale
Tutti i membri dell'Organizzazione Todt, anche i lavoratori forzati, ad eccezione degli ebrei, erano considerati Wehrmachtsgefolge, cioè combattenti secondo la legge di guerra. Di questi, solo il personale tedesco era considerato Ausiliario della Wehrmacht (cioè appartenente alla Wehrmachtgefolgschaft). I Frontarbeiter (lavoratori del fronte) erano membri tedeschi, Volksdeutsche o nordici dell'OT. Giuravano fedeltà a Hitler, indossavano uniformi ed erano armati. L'età media di questo gruppo era di circa 45-50 anni. Un Einssatzarbeiter era un lavoratore straniero che prestava giuramento di fedeltà, indossava un'uniforme, non era normalmente armato, non potevano essere cechi, polacchi, ebrei o comunisti. Alla fine della guerra, la loro denominazione divenne OT-Legionäre. OT-Eigenes Personal era il personale organico dell'OT, in contrapposizione agli OT-Firmenangehörige, dipendenti degli appaltatori che lavoravano per l'OT.
Alla fine della guerra, tutti i membri dell'Organizzazione ricevettero un'amnistia totale dagli Alleati. Molti andarono a prestare servizio nei Labor Service britannici e statunitensi del dopoguerra nella Germania occupata, prima di emigrare in Gran Bretagna, Australia, Canada e Stati Uniti. Il Servizio del Lavoro degli Stati Uniti fu considerato il precursore del nuovo esercito tedesco. La stessa Organizzazione Todt non fu giudicata colpevole di crimini di guerra a Norimberga, anche se il suo leader Albert Speer scontò 20 anni nella prigione di Spandau condannato per crimini contro l'umanità. 
Categorie
- OT-Eigenes Personal consisteva in personale amministrativo, di supervisione e impiegatizio, reclutato attraverso l'impiego volontario di cittadini tedeschi, o attraverso la coscrizione di tedeschi e Volksdeutsche, così come di cittadini francesi che lavoravano per OT in Francia, e comprendeva anche Frontarbeiter e Einsatzarbeiter.
- Gli OT-Firmenangehörige erano costituiti dai dipendenti permanenti tedeschi delle imprese appaltatrici e dai coscritti che prestavano servizio presso le imprese appaltatrici. Questi dipendenti ricevevano uniformi, un grado e dovevano ricevere un periodo più breve di addestramento militare. Erano anche Frontarbeiter e Einsatzarbeiter.
- Lavoratori stranieri, Hilfswillige, volontari dell'Europa dell'Est o lavoratori forzati di molte nazionalità.[14]

Classificazione del personale in base alla nazionalità
- Tedeschi e Volksdeutsche. Frontarbeiter in uniforme OT.
- Nordici (inglesi, norvegesi, svedesi, finlandesi, olandesi, danesi, fiamminghi, svizzeri). Frontarbeiter in uniforme OT se volontari. Abbigliamento civile per i lavoratori locali in Scandinavia. Hilfsarbeiter se arruolati.
- Latini e slovacchi. Einsatzarbeiter o Hilfsarbeiter in uniforme locale.
- Baltici e Balcani. Hilfsarbeiter.
- Russi, polacchi, cechi. Hilfswilliger o Zwangsarbeiter.
- Ebrei. Zwangsarbeiter.[15]
- Tedeschi apolidi. "Ausländer". Frontarbeiter in uniforme OT.

## Lavoro forzato
L'Organizzazione era nota per il ricorso al lavoro forzato. La maggior parte dei cosiddetti lavoratori, prigionieri di guerra sovietici "volontari", furono assegnati all'Organizzazione Todt. La storia del lavoro forzato da parte della Germania nazista ha tre fasi principali:
- L'Organizzazione Todt fu preceduta dall'ufficio dell'Ispettore generale delle strade tedesche (Generalinspektor für das deutsche Straßenwesen), attivo tra il 1933 e il 1938, responsabile principalmente della costruzione della rete autostradale tedesca. L'organizzazione era in grado di utilizzare manodopera "arruolata" (cioè obbligatoria) dall'interno della Germania attraverso il Servizio del Lavoro del Reich (RAD).

- Il periodo dal 1938 al 1942, dopo l'Operazione Barbarossa, quando l'Organizzazione Todt vera e propria fu avviata e utilizzata sul fronte orientale. L'enorme aumento della domanda di manodopera creato dai vari progetti militari e paramilitari fu soddisfatto da una serie di ampliamenti delle leggi sul servizio obbligatorio, che alla fine obbligarono tutti i tedeschi a un lavoro obbligatorio per lo Stato determinato arbitrariamente (cioè di fatto illimitato): Zwangsarbeit.[17] Dal 1938 al 1940, oltre 1,75 milioni di tedeschi furono arruolati nel servizio di leva mentre dal 1940 al 1942, l'Organizzazione Todt iniziò a fare affidamento su Gastarbeitnehmer (lavoratori ospiti), Militärinternierte (internati militari), lavoratori civili, lavoratori dell'Est e prigionieri di guerra "volontari".

- Il periodo dal 1942 alla fine della guerra, con circa 1,4 milioni di lavoratori al servizio. Complessivamente, l'1% era costituito da tedeschi respinti dal servizio militare e l'1,5% da prigionieri dei campi di concentramento; il resto era costituito da prigionieri di guerra e lavoratori coatti provenienti dai Paesi occupati. Tutti erano effettivamente trattati come schiavi ed erano sottoposti al completo e arbitrario servizio dello Stato totalitario.[2] Alla fine della guerra, il servizio del Reichsarbeitsdienst per i tedeschi era stato ridotto a sei settimane di addestramento militare sommario e tutta la manodopera tedesca di leva disponibile era stata dirottata verso le unità militari e le organizzazioni di supporto militare diretto. Dall'inizio del 1942 il loro posto fu preso sempre più spesso da prigionieri di guerra e lavoratori coatti provenienti dai Paesi occupati. I cittadini stranieri e i prigionieri di guerra erano spesso chiamati "lavoratori stranieri" (Fremdarbeiter). Nel corso del 1943 e del 1944, questi lavoratori furono ulteriormente incrementati dai prigionieri dei campi di concentramento e da altri prigionieri. A partire dall'autunno del 1944, furono reclutati in unità speciali tra i 10.000 e i 20.000 mezzi ebrei (Mischlinge) e le persone imparentate con ebrei per matrimonio.[18]

## Crimini contro l'umanità e azioni penali
Durante la costruzione della Strada del Sangue in Norvegia, più di 10.000 lavoratori in schiavitù provenienti dall'Europa orientale e alcune centinaia di prigionieri politici tedeschi furono assegnati al lavoro nell'ambito della politica di vernichtung durch arbeit ("annientamento attraverso il lavoro"). Diverse guardie SS e collaboratori locali furono condannati alla prigione e alla morte dopo la guerra nei processi di Belgrado e Oslo. Il capo dell'unità OT responsabile per la Scandinavia, Willi Henne, fu estradato in Unione Sovietica e scontò 10 anni come prigioniero di guerra prima di tornare in Germania occidentale.
Durante la costruzione della principale strada militare per l'invasione tedesca dell'Unione Sovietica, la Durchgangsstrasse IV da Lemberg a Donetsk, circa 20.000 ebrei furono obbligati a lavorare fino alla morte o uccisi a colpi di arma da fuoco nella Polonia occupata dai nazisti e 25.000 nell'Ucraina occupata dai tedeschi, oltre a circa 50.000 prigionieri di guerra sovietici. La strada fu realizzata dalle SS che affittarono a OT anche la manodopera schiavizzata e semigratuita. L'OT subappaltò alle imprese edili tedesche, gli ingegneri tedeschi supervisionarono i lavori degli oltre 2000 km di strada.
Il sopravvissuto Arnold Daghani pubblicò le sue memorie nel 1960 in traduzione tedesca, accusando le aziende come Dohrmann e altre di aver assistito SS, Sicherheitsdienst e truppe ausiliarie nell'uccisione deliberata dei lavoratori schiavi. Il processo lungo due decenni contro i principali colpevoli, con 1.500 testimoni intervistati, non portò a nessuna condanna, portando Daghani a definire il processo "una mera farsa, un gesto senza senso". Nessuno del personale OT fu condannato nel processo di Norimberga o negli altri processi postbellici in Germania. Nonostante un rapporto dei servizi segreti britannici affermasse che "gli incarichi di supervisione nell'OT erano generalmente riservati ai vecchi combattenti del partito, ai membri del partito con legami influenti e, più recentemente, ai vecchi membri delle SS, in numero rapidamente crescente. [...] Il risultato è che [...] in proporzione ospita, almeno nel suo personale amministrativo permanente, forse più ardenti nazisti di una formazione regolare del Partito".